# Jürgen Habermas
Jürgen Habermas (Düsseldorf, 1929. június 18. –) német filozófus és szociológus.

## Élete
Nagyapja református lelkész, apja a helyi ipari és kereskedelmi kamara igazgatója volt. 1949–1954 között filozófiát, történelmet, szociológiát, pszichológiát tanult Göttingenben és Bonnban. 1954-ben diplomázott, diplomamunkája Friedrich Schellingről szól. 
1955–1959 között kutatóként dolgozik a frankfurti Társadalomkutatási Intézetben, Adorno asszisztenseként. 1961-ben megjelent Student und Politik címmel a frankfurti egyetem diákjainak politikai hozzáállását vizsgáló kutatásaik eredménye. 1961–1964 között a Heidelbergi Egyetemen, majd 1964–1971 között a Frankfurti Egyetemen oktatott. 1971–1981 között a Max Planck Intézet igazgatójaként dolgozott. 
1981-ben vendégtanár a Berkeley-i Kalifornia Egyetemen. Megjelent „magnum opus”-a, A kommunikatív cselekvés elmélete című munkája.
1982-ben a frankfurti Goethe Egyetem filozófiaprofesszorának nevezik ki, asszisztense Axel Honneth. 1983–1994 között ismét Frankfurtban tanított, és innen ment nyugdíjba. 2013-ban az Erasmus-díjjal tüntették ki.

## Értékelése
Habermast gyakran a frankfurti iskolához sorolják, diákjai pedig az 1960-as évek végén a kritikai szociológiához kapcsolják. Önmagát szociológusnak tartja, még ha alapvetően filozófiát tanult is. Az akkori konzervatív, antikommunista és antimarxista Nyugat-Németországban marxista szociológusnak vallja magát, és megpróbálja igazolni, hogy lehetséges a marxizmus tanulmányozása egyetemi keretek között.
Mint Marxot, őt is foglalkoztatja a kapitalizmus válsága, azonban más megközelítésben: a haladó kapitalizmus izgatja.
Jürgen Habermas vezette be az 1968-as baloldali diákmozgalommal szemben a Linksfaschismus (magyarul baloldali fasizmus) fogalmat.
Habermast Marxnál is jobban befolyásolta Max Weber.

## Munkássága
Habermas elméletének egyik legközéppontibb fogalma a kommunikáció, amelyen azt az interszubjektív és kultúraközi folyamatot érti, amely lehetővé teszi az emberek közötti együttélést, s megvalósítja ezen együttélés módjának állandó változását.
Minden kommunikáció viszont közös szimbólumértelmezést és értelmezési keretet, tehát szociológiai értelemben vett közös kultúrát (illetve különböző kultúrák közösségét) előfeltételez. Az így felfogott kultúra szabja meg a társadalmanként különböző tudáskészletet, megadja a bennük érvényes „legitim rend” típusát, sajátos szocializáció segítségével formálja a kommunikációban résztvevők kompetenciájának típusát.
A társadalmi formációk Habermas által kidolgozott evolúciós sora analitikusan írja le a társadalmi rend egyik típusának a másikkal való felváltását.
A kritikai elmélet felszabadító funkciója a szociális változás mostani szakaszában abban ismerhető fel, hogy feltárja és meghaladja azokat a modern társadalomban érvényesülő szabályozásokat és szabályozásrendszereket, amelyek egyes csoportok és szociális kategóriák érdekében gátolják valamennyi, alapvetően egyenlő jogú ember szabad kommunikációját.
Ezzel a gondolattal Habermas nagy szolgálatot tesz, mert egy sajátos nézőpontból így jobban megérthetők bizonyos fontos szociológiai kérdésfelvetések. Amikor Habermas a cselekvéskoordináció további (közgazdasági) mechanizmusaival egészíti ki a cselekvéselméleti felfogást, arra utal, hogy konkrét jelenségek magyarázatához a szociológia alapparadigmáján kívül más tudományágak paradigmáit is fel kell használni. Ugyanerre példa a pszichoanalízis beépítése a „szubjektum kritikai elméletébe” – ezúttal a lélektani látószög figyelembevételéről van szó.
A torzítatlan kommunikáció gondolatának formájában jelentkező nyelvelmélet szociológián kívüli kiegészítés a szociológiai elmélethez, a liberális és a késő kapitalizmus rendszeres értelmezése pedig rendkívül világosan mutatja, miként vezetnek gazdasági tényezők szociális elrendeződésekhez, de azt is, hogyan hat a szociális rend a gazdasági rendszerre.

## Magyarul
- A társadalmi nyilvánosság szerkezetváltozása. Vizsgálódások a polgári társadalom egy kategóriájával kapcsolatban; ford. Endreffy Zoltán, utószó Papp Zsolt; Gondolat, Budapest, 1971 (Társadalomtudományi könyvtár)
- Tudományosított politika és közvélemény; ford. Terts István; Tömegkommunikációs Kutatóközpont, Budapest, 1980
- A történelmi materializmus rekonstrukciójának kérdéseihez; ford. Félix Pál, bev. Papp Zsolt; Tömegkommunikációs Kutatóközpont, Budapest, 1982 (Tanfolyamok. Tömegkommunikációs Kutatóközpont)
- A kommunikatív cselekvés elmélete; összefoglalások Némedi Dénes, Somlai Péter, vál. Rényi Ágnes, Somlai Péter, ford. Felkai Gábor, Király Edit; röv. kiad.; ELTE, Budapest, 1985
- A posztmodern állapot. Jürgen Habermas, Jean-François Lyotard, Richard Rorty tanulmányai; összeáll. Bujalos István, ford. Angyalosi Gergely et al.; Századvég, Budapest, 1993 (Horror metaphysicae)
- A társadalomtudományok logikája (ford. Adamik Lajos, Bacsó Béla, Kiss Endre, Mesterházi Miklós, Némedi Dénes, Vajda Mihály), Atlantisz Könyvkiadó, Budapest, 1994 (Mesteriskola), ISBN 9637978526
- Válogatott tanulmányok (összeáll. Felkai Gábor, ford. Adamik Lajos, Bendl Júlia, Felkai Gábor), Atlantisz Könyvkiadó, Budapest, 1994 (Kísértések), ISBN 963797847X
- Kommunikatív etika. A demokratikus vitákban kiérlelődő konszenzus és társadalmi integráció politikai-filozófiai elmélete; vál., ford., előszó Felkai Gábor; Miskolci Egyetem, Miskolc, 1995 (Politológiai füzetek)
- Filozófiai diskurzus a modernségről. Tizenkét előadás; ford. Nyizsnyánszki Ferenc, Zoltai Dénes; Helikon, Budapest, 1998 (Helikon universitas. Filozófia)
- Megismerés és érdek; ford. Weiss János; Jelenkor, Pécs, 2005
- A posztnemzeti állapot. Politikai esszék; ford. Ruzsacz István; L'Harmattan–Zsigmond Király Főiskola, Budapest, 2006 (Varietas Europaea)
- Jürgen Habermas–Joseph Ratzinger: A szabadelvű állam morális alapjai. A szekularizálódás dialektikája az észről és vallásról; előszó Florian Schuller, ford. Horváth Károly; Barankovics István Alapítvány, Budapest, 2007
- A kommunikatív cselekvés elmélete; ford. Király Edit, Berényi Gábor, Felkai Gábor, Ábrahám Zoltán, utószó Felkai Gábor; Gondolat, Budapest, 2011 (Társadalomelmélet – kommunikációtudomány. A kommunikációkutatás klasszikusai)
- Esszé Európa alkotmányáról (ford. Papp Zoltán), Atlantisz Könyvkiadó, Budapest, 2012 (Mesteriskola), ISBN 9789639777194